# Laborem exercens
In seiner dritten Enzyklika Laborem exercens („durch Arbeit…“) aus dem Jahre 1981 schreibt Papst Johannes Paul II. über die Arbeit als eines der Kennzeichen des Menschen, die ihn von anderen Geschöpfen unterscheidet. Außerdem dient diese Enzyklika auch der Unterstützung der unabhängigen polnischen Gewerkschaft Solidarność.

## Jubiläum von Rerum novarum
Zum 90. Jahrestag von Rerum novarum und zweieinhalb Jahre nach seinem Pontifikatsbeginn schrieb Johannes Paul II. diese Sozialenzyklika. Er wollte sie am 15. Mai 1981 auf dem Petersplatz veröffentlichen, was durch das auf ihn verübte Attentat vom 13. Mai verhindert wurde. Erst vier Monate später am 14. September 1981 konnte er sie vorstellen. Während vorausgegangene Sozialenzykliken durch Arbeitsgruppen vorbereitet worden waren, wird vermutet, dass diese Enzyklika allein seiner Feder entstammt. Sie hat nicht so sehr die wirtschaftlichen und sozialen Strukturen im Blickfeld, sondern befasst sich thematisch mit dem arbeitenden Menschen.

## Inhalt
Der Inhalt der Enzyklika wird aus seiner Gliederung und aus einigen wichtigen Zitaten deutlich:
I. EINFÜHRUNG
1. Die menschliche Arbeit 90 Jahre nach »Rerum novarum«
2. Die Arbeit in der organischen Entwicklung der sozialen Aktion und Lehre der Kirche
3. Das Problem der Arbeit – Schlüssel der sozialen Frage
II. DIE ARBEIT UND DER MENSCH
4. Im Buch Genesis
5. Die Arbeit im objektiven Sinn: Die Technik
6. Die Arbeit im subjektiven Sinn: Der Mensch als Subjekt der Arbeit

„... Denn es steht außer Zweifel, daß die menschliche Arbeit ihren ethischen Wert hat, der unmittelbar und direkt mit der Tatsache verbunden ist, daß der, welcher sie ausführt, Person ist, ein mit Bewußtsein und Freiheit ausgestattetes Subjekt, das heißt ein Subjekt, das über sich entscheidet.
… Die Würde der Arbeit wurzelt zutiefst nicht in ihrer objektiven, sondern in ihrer subjektiven Dimension.
Bei einer solchen Sicht verschwindet geradezu die Grundlage der in der Antike gemachten Einteilung der Menschen in verschiedene Gruppen nach der Art der von ihnen verrichteten Arbeit. Damit soll nicht gesagt sein, daß die menschliche Arbeit, objektiv verstanden, nicht irgendwie bewertet und qualifiziert werden könne oder dürfe, sondern lediglich, daß die erste Grundlage für den Wert der Arbeit der Mensch selbst ist, ihr Subjekt. Hiermit verbindet sich sogleich eine sehr wichtige Schlußfolgerung ethischer Natur: So wahr es auch ist, daß der Mensch zur Arbeit bestimmt und berufen ist, so ist doch in erster Linie die Arbeit für den Menschen da und nicht der Mensch für die Arbeit. Mit dieser Schlußfolgerung kommt man logisch zur Anerkennung des Vorranges der subjektiven Bedeutung der Arbeit vor der objektiven. Aufgrund dieser Auffassung und vorausgesetzt, daß verschiedene von Menschen verrichtete Arbeiten einen größeren oder geringeren objektiven Wert haben können, geht es uns vor allem darum, deutlich zu machen, daß der Maßstab für jede dieser Arbeiten in erster Linie die Würde ihres Subjekts ist, also der Person, des Menschen, der sie verrichtet. Noch einmal: Unabhängig von der Arbeit, die jeder Mensch verrichtet, und vorausgesetzt, daß diese einen Zweck seines Handelns darstellt – der ihn oft stark engagiert –, ist festzuhalten, daß dieser Zweck für sich allein keine entscheidende Bedeutung besitzt. Zweck der Arbeit, jeder vom Menschen verrichteten Arbeit – gelte sie auch in der allgemeinen Wertschätzung als die niedrigste Dienstleistung, als völlig monotone, ja als geächtete Arbeit –, bleibt letztlich immer der Mensch selbst.“

7. Eine Bedrohung der rechten Wertordnung

„... Der Kapitalismus hat bekanntlich als System, als wirtschaftlich-soziales System, seinen genauen, geschichtlich gewachsenen Inhalt aus der Gegenüberstellung zum »Sozialismus« und »Kommunismus«. Doch im Licht der Analyse der grundlegenden Wirklichkeit im gesamten wirtschaftlichen Prozeß und vor allem in der Struktur der Produktion – eben der Arbeit – ist es angebracht zuzugeben, daß der Irrtum des primitiven Kapitalismus sich überall dort wiederholen kann, wo der Mensch in irgendeiner Weise dem Gesamt der materiellen Produktionsmittel gleichgeschaltet und so wie ein Instrument behandelt wird und nicht entsprechend der wahren Würde seiner Arbeit, das heißt als ihr Subjekt und Urheber, und ebendadurch als wahres Ziel des ganzen Produktionsprozesses.“

8. Die Solidarität der arbeitenden Menschen
9. Arbeit und personale Würde

„Die Arbeit ist ein Gut für den Menschen – für sein Menschsein –, weil er durch die Arbeit nicht nur die Natur umwandelt und seinen Bedürfnissen anpaßt, sondern auch sich selbst als Mensch verwirklicht, ja gewissermaßen »mehr Mensch wird«.“

10. Arbeit und Gemeinschaft: in Familie und Nation
III. DER KONFLIKT ZWISCHEN ARBEIT UND KAPITAL IM GEGENWÄRTIGEN ABSCHNITT DER GESCHICHTE
11. Dimensionen dieses Konfliktes
12. Der Vorrang der Arbeit

„Angesichts der gegenwärtigen Wirklichkeit, in deren Struktur so viele vom Menschen verursachte Konflikte zutiefst eingefügt sind und in der die technischen Mittel – eine Frucht der menschlichen Arbeit – eine erstrangige Rolle spielen (man denke hier auch an die Möglichkeit eines weltweiten Zusammenbruchs im Falle eines Atomkrieges mit seinen fast unvorstellbaren Zerstörungskräften), muß man vor allem ein Prinzip in Erinnerung rufen, das die Kirche immer gelehrt hat: das Prinzip des Vorranges der Arbeit gegenüber dem Kapital. Dieses Prinzip betrifft direkt den Produktionsprozeß, für den die Arbeit immer eine der hauptsächlichen Wirkursachen ist, während das Kapital, das ja in der Gesamtheit der Produktionsmittel besteht, bloß Instrument oder instrumentale Ursache ist. Dieses Prinzip ist eine offensichtliche Wahrheit, die sich aus der ganzen geschichtlichen Erfahrung des Menschen ergibt.
...Diese Wahrheit, die zum festen Bestand der kirchlichen Lehre gehört, muß im Zusammenhang mit der Frage der Arbeitsordnung und auch des gesamten sozio-ökonomischen Systems immer wieder betont werden. Man muß den Primat des Menschen im Produktionsprozeß, den Primat des Menschen gegenüber den Dingen unterstreichen und herausstellen. Alles, was der Begriff »Kapital« - im engeren Sinn – umfaßt, ist nur eine Summe von Dingen. Der Mensch als Subjekt der Arbeit und unabhängig von der Arbeit, die er verrichtet, der Mensch und er allein ist Person. Diese Wahrheit enthält wichtige und entscheidende Folgerungen.“

13. Ökonomismus und Materialismus

„Vor allem wird im Licht dieser Wahrheit ganz deutlich, daß man das Kapital nicht von der Arbeit trennen und man keineswegs die Arbeit und das Kapital in einen Gegensatz zueinander stellen kann, geschweige denn – wie später erläutert werden wird – die konkreten Menschen, die jeweils hinter diesen Begriffen stehen. Richtig, das heißt dem Wesen des Problems entsprechend, richtig, das heißt innerlich wahr und zugleich moralisch zulässig, kann eine Arbeitsordnung nur dann sein, wenn sie schon in ihren Grundlagen den Gegensatz zwischen Arbeit und Kapital überwindet und versucht, sich nach dem oben dargelegten Prinzip des wesenhaften und effektiven Vorranges der Arbeit aufzubauen, nach dem Prinzip des Menschen als des Subjektes der Arbeit und seiner wirksamen Teilnahme am ganzen Produktionsprozeß, unabhängig von der Art der Leistungen, die der Arbeitende erbringt.
… Ein solcher Problemansatz enthielt den grundlegenden Irrtum, den man als Irrtum des Ökonomismus bezeichnen kann, wenn er die menschliche Arbeit ausschließlich nach ihrer wirtschaftlichen Zielsetzung betrachtet. Man kann und muß diesen fundamentalen Irrtum des Denkens auch einen Irrtum des Materialismus nennen, insofern der Ökonomismus direkt oder indirekt die Überzeugung vom Primat und Vorrang des Materiellen enthält, während er das Geistige und Personhafte (das Wirken des Menschen, die moralischen Werte und ähnliches) direkt oder indirekt der materiellen Wirklichkeit unterordnet. Das ist noch nicht der theoretische Materialismus im Vollsinn des Wortes, aber sicher schon ein praktischer Materialismus, der nicht so sehr wegen seiner aus der materialistischen Theorie abgeleiteten Voraussetzungen für fähig gehalten wird, die Bedürfnisse des Menschen zu erfüllen, sondern aufgrund einer bestimmten Art zu werten, also aufgrund einer gewissen auf die unmittelbare und größere Anziehungskraft des Materiellen gegründeten Rangordnung der Werte. Das irrige Denken nach den Kategorien des Ökonomismus ging Hand in Hand mit dem Auftauchen der materialistischen Philosophie und mit ihrer Entwicklung von der mehr elementaren und allgemeinen Phase (auch Vulgärmaterialismus genannt, weil er beansprucht, die geistige Wirklichkeit zu einem überflüssigen Phänomen zu machen) zur Phase des sogenannten dialektischen Materialismus. … Auch im dialektischen Materialismus ist der Mensch nicht in erster Linie Subjekt der Arbeit und Wirkursache des Produktionsprozesses, sondern wird in Abhängigkeit vom Materiellen gesehen und behandelt, als eine Art »Ergebnis« der die betreffende Zeit prägenden Wirtschafts- und Produktionsverhältnisse.
… Der gleiche Irrtum, der nun bereits sein bestimmtes, mit dieser Zeit des ersten Kapitalismus und des Liberalismus verbundenes historisches Profil hat, kann sich unter anderen zeitlichen und örtlichen Umständen wiederholen, wenn man bei der Reflexion von den gleichen theoretischen und praktischen Voraussetzungen ausgeht. Eine radikale Überwindung dieses Irrtums erscheint unmöglich, solange es nicht zu angemessenen Änderungen kommt sowohl auf theoretischem wie auch auf praktischem Gebiet, Änderungen auf der Linie einer entschiedenen Überzeugung vom Primat der Person über die Sache, der menschlichen Arbeit über das Kapital als die Gesamtheit der Produktionsmittel.“

14. Arbeit und Eigentum

„... Außerdem hat die Lehre der Kirche das Eigentum nie so aufgefaßt, daß es zur Ursache sozialen Kontrastes in der Arbeit hätte werden können. Wie bereits erwähnt, erwirbt man Eigentum vor allem durch Arbeit und, damit es der Arbeit diene. Das gilt besonders für das Eigentum an Produktionsmitteln. Eine Auffassung, welche diese isoliert betrachtet, als einen geschlossenen Komplex von Eigentum, der dann als »Kapital« der »Arbeit« gegenüberstände oder sie gar ausbeuten sollte, steht im Gegensatz zum Wesen dieser Mittel und ihres Besitzes. Man darf sie nicht gegen die Arbeit besitzen; man darf sie auch nicht um des Besitzes willen besitzen, weil das einzige Motiv, das ihren Besitz rechtfertigt – sei es in der Form des Privateigentums, sei es in der des öffentlichen oder kollektiven Eigentums –, dies ist, der Arbeit zu dienen und dadurch die Verwirklichung des ersten Prinzips der Eigentumsordnung zu ermöglichen: die Bestimmung der Güter für alle und das gemeinsame Recht auf ihren Gebrauch. Unter diesem Gesichtspunkt also, im Hinblick auf die menschliche Arbeit und den gemeinsamen Zugang zu den Gütern, die dem Menschen zugedacht sind, ist unter den entsprechenden Bedingungen auch die Sozialisierung gewisser Produktionsmittel nicht auszuschließen.“

15. Der personale Gesichtspunkt

„So ist also das Prinzip des Primates der Arbeit vor dem Kapital eine Forderung sozialethischer Natur.“

IV. DIE RECHTE DES ARBEITENDEN MENSCHEN
16. Im großen Zusammenhang der Menschenrechte
17. »Indirekter« und »direkter« Arbeitgeber
18. Das Problem des Arbeitsplatzes

„... Das Gegenteil einer gerechten und geordneten Situation auf diesem Gebiet ist die Arbeitslosigkeit, der Mangel an Arbeitsplätzen für Arbeitsfähige. Es kann sich dabei um eine allgemeine oder eine auf einzelne Sektoren beschränkte Arbeitslosigkeit handeln.“

19. Lohn und besondere Sozialleistungen
20. Die Bedeutung der Gewerkschaften
21. Die Würde der Landarbeit
22. Der behinderte Mensch und die Arbeit
23. Die Arbeit und das Problem der Emigration
V. ELEMENTE FÜR EINE SPIRITUALITÄT DER ARBEIT
24. Eine besondere Aufgabe der Kirche
25. Die Arbeit als Teilnahme am Werk des Schöpfers
26. Christus, ein Mann der Arbeit
27. Die menschliche Arbeit im Licht von Christi Kreuz und Auferstehung

## Einzelne Gesichtspunkte

### Standpunkte
In der Enzyklika werden Standpunkte entwickelt, die auch den Schwerpunkt dieses Lehrschreibens erkennen lassen:
- Prinzip des Vorrangs der Arbeit vor dem Kapital
- Ein ausschließliches Recht des Privateigentums an den Produktionsmitteln darf nicht dogmatisiert werden
- Mitbesitz der Arbeiter an den Produktionsmitteln
- Beteiligung an der Leitung und am Ertrag des Unternehmens.

### Kommunismus und westlicher Wohlstand
Die Enzyklika wurde zu einer Zeit verfasst, als in der kommunistischen Welt der Glaube bzw. die Vertröstung der Arbeiter auf ein Leben in Wohlstand und Gerechtigkeit immer brüchiger wurde, wohingegen in den freiheitlichen Gesellschaften der Wohlstand und die erreichte soziale Sicherheit zu neuen Fehlleistungen führten. Die Arbeit würde nicht als eine persönliche Leistung anerkannt und sei mehr Mittel zum Zweck und damit verlöre sie ihren gesellschaftlichen Wert, stellt er in seinen Feststellungen zum Ist-Zustand fest.

### Wert der Arbeit
Was die soziale Frage im Industriezeitalter betrifft, so wendet sich der Papst gegen den „Irrtum des primitiven Kapitalismus“, der im Gefolge der „materialistischen und ökonomistischen Strömungen“ im 19. Jahrhundert die Arbeit nur danach bewertete, was sie an Gütern hervorbringt. Es sei immer nur der Mensch, der arbeite und deshalb auch Anspruch auf menschenwürdige Arbeitsbedingungen und gerechten Lohn habe. Von diesem Ansatz her bekennt sich die Enzyklika erneut zur katholischen Soziallehre. Des Weiteren befasst sich der Papst mit der Frage des gesunden Menschenverstandes und dessen Streben nach geistlichem Wissen.

### Eigentum und Produktionsmittel
Der Papst erwähnt, dass es keinen „strukturellen Gegensatz zwischen Arbeit und Kapital“ gebe. Auch nicht zwischen denen, die ihre Arbeit einbringen, und den Eigentümern der Produktionsmittel. Johannes Paul II. bekräftigt die Prinzipien der katholischen Soziallehre hinsichtlich der Privateigentumsordnung und forderte erneut – ganz auf der Linie, die schon Leo XIII. in Rerum novarum eingeschlagen hatte – die Beteiligung der Arbeitnehmer am Eigentum an den Produktionsmitteln. Nicht Sozialisierung des Privateigentums, sondern seine breite Streuung ist eine der zentralen Aufgaben der arbeitsteiligen Industriegesellschaft.